# Karl Schadetzky
Karl Schadetzky (* 28. Dezember 1792 in Wien; † 30. August 1852 ebenda) war ein österreichischer Tänzer und Choreograph.
Als Sohn eines Theaterfriseurs mit dem Theater aufgewachsen, spielte er Kinderrollen im Theater in der Leopoldstadt, sowie um 1800 in Pressburg und Lemberg, stand er am Leopoldstädter Theater als Grotesktänzer und Mimiker im Engagement, danach lebte er bis 1850 als Privatmann – nur sporadisch Auftritte absolvierend – in Wien. 1850 wurde Schadetzky Ballettmeister in Graz, 1851 in Pressburg und kehrte 1852 nach Wien ans Theater in der Josefstadt zurück. Große Erfolge konnte der für seine Darstellung des Pierrot bekannte Schadetzky gemeinsam mit dem Ehepaar Rainoldi feiern, Ferdinand Raimund lobte ihn für die Gestaltung der Tanzeinlagen in seinem Verschwender.
Auch seine Frau Anna († 6. Januar 1971 in Krakau) war Tänzerin und ebenfalls am Leopoldstädter Theater tätig.